# Bombus haematurus
Bombus haematurus  (lat.)  este o specie de bondar.
Se găsește în Albania, E. Iugoslavia, Macedonia, România, Bulgaria, Grecia, Turcia, Caucaz, Armenia, Azerbaidjan și N. Iran. Este întâlnit mai ales în Bulgaria și N. Turcia. Ajunge la extremul sud-est al regiunii vest-palaearctice în Kopet-dag, la granița dintre Iran și Turkestan. Recent și-a extins răspândirea spre vest, ajungând acum în Croația, Slovenia, Slovacia și Austria.